# Stanisław Wolski (zm. 1561)
Stanisław Wolski herbu Łabędź (zm. w 1561 roku) – kasztelan sochaczewski w latach 1557-1561, kasztelan raciąski w latach 1554-1557, wojski mniejszy sieradzki w latach 1550-1555, cześnik sandomierski w 1550 roku, starosta gostyniński w latach 1544-1561, dworzanin konny Elżbiety Habsburżanki, służący w 5 koni, kuchmistrz królowej Elżbiety Habsburżanki w latach 1543-1544.